# La flor de lotus en la simbologia de l'antic Egipte
La flor de lotus, especialment el lotus blau (Nymphaea caerulea), és un dels símbols més poderosos i recurrents en la cultura i religió de l’antic Egipte. Aquesta planta aquàtica, que creixia de manera abundant en el riu Nil, va esdevenir un emblema de vida, renaixement, puresa i creació. El seu cicle diari d'obertura durant el dia i tancament a la nit simbolitzava el sol que reneix cada matí, i per això es relacionava amb deïtats com Ra, el déu solar, o Osiris, déu de la resurrecció.
La seva presència és molt visible en l’art egipci: decora temples, sarcòfags, joies i textos sagrats com el Llibre dels Morts. A més, apareix sovint en rituals i ofrenes, i es creu que tenia també usos medicinals i psicotròpics en cerimònies religioses.
L’estudi de la flor de lotus permet entendre millor no només la religió dels antics egipcis, sinó també la seva relació amb la natura, el cicle de la vida i la mort, i la seva concepció del més enllà.

## Característiques botàniques
La flor de lotus més representativa de l’antic Egipte és el lotus blau (Nymphaea caerulea), tot i que també s’hi coneixien altres varietats com el lotus blanc (Nymphaea lotus) i, en èpoques posteriors o influenciades per l’Índia, el lotus rosa (Nelumbo nucifera). La confusió entre aquestes espècies és comuna, però botànicament són diferents: el lotus egipci (blau i blanc) pertany al gènere Nymphaea, mentre que el lotus indi pertany al gènere Nelumbo.
Aquestes plantes aquàtiques creixien de forma abundant als llacs, canals i zones tranquil·les del riu Nil, formant part essencial dels ecosistemes aquàtics egipcis. Floreixen principalment a l’estiu i es caracteritzen per les seves grans flors simètriques i flotants, amb fulles arrodonides que suren sobre l’aigua.
Una de les seves peculiaritats és el moviment heliotrópic: obren els pètals durant el dia i els tanquen a la nit, un comportament que va aportar al seu simbolisme solar i cíclic. A diferència del lotus indi (Nelumbo), el lotus egipci no emergeix gaire per sobre de l’aigua, i les seves fulles suren en lloc de créixer verticalment.

## Significat simbòlic
Aquesta planta ocupa un lloc crucial dins la simbologia religiosa i cultural de l’antic Egipte. El seu comportament d’obrir-se amb la llum del dia i tancar-se amb la foscor la va convertir en un símbol de llum, renaixement i cicle vital. Aquesta associació directa amb el sol i l’alba va fer que es vinculés amb la figura de Ra, el déu solar.
També representava la resurrecció i la regeneració espiritual, ja que el seu cicle diari era percebut com una metàfora de la vida després de la mort. En molts sarcòfags i textos funeraris, com el Llibre dels Morts, apareix la imatge del difunt renaixent d’una flor de lotus, o bé el déu Osiris emergint d'aquesta.

## Ús pràctic
A més del seu profund simbolisme espiritual, el lotus blau (Nymphaea caerulea) també tenia diverses aplicacions pràctiques a l’antic Egipte. Les arrels de la planta eren comestibles i, probablement, formaven part de la dieta de determinats grups socials.
Les flors s’utilitzaven per elaborar perfums i olis aromàtics que tenien funcions rituals i cosmètiques. Aquestes substàncies perfumades s’aplicaven en cerimònies religioses i funeràries, però també en la vida quotidiana de les classes altes, com a símbol de refinament.

## Ús religiós i cerimonial
La flor de lotus apareix representada àmpliament en l’arquitectura i decoració de temples, sarcòfags i tombes egípcies. S’hi troba en columnes amb capitells en forma de lotus, frescos, relleus i pintures murals, simbolitzant vida eterna i bellesa divina. A part, s’han descobert nombrosos objectes rituals inspirats en el lotus, com copes, gerros o petits altars amb forma de flor oberta. S’utilitzaven en cerimònies religioses per fer ofrenes als déus o purificar l’esperit.
També era col·locat com a ofrena simbòlica en enterraments, fos en forma natural o en objectes decoratius. Es creia que ajudava l’ànima del difunt a accedir a l’eternitat, igual que el sol renaixia cada dia des del lotus.

## Presència en l'art egipci
La flor de lotus és una de les figures vegetals més representades en les pintures murals de temples i tombes de l’antic Egipte. Apareix sovint en escenes religioses, com a ofrena als déus o com a element decoratiu en cerimònies i banquets rituals. També es troba en jeroglífics com a símbol associat a idees com la vida, la creació i la puresa.
Molts capitells de columnes als temples egipcis reprodueixen la forma de la flor de lotus, i sovint decorava espais sagrats com temples dedicats als déus solars o funeraris.
| Atribut                | Descripció                                                                       |
| ---------------------- | -------------------------------------------------------------------------------- |
| Nom científic          | Nymphaea caerulea                                                                |
| Nom comú               | Lotus Blau, Lotus Egipci                                                         |
| Família                | Nymphaeaceae                                                                     |
| Distribució geogràfica | Originari del nord-est d'Àfrica, especialment de la vall del Nil (Egipte, Sudan) |